# Brandhaus

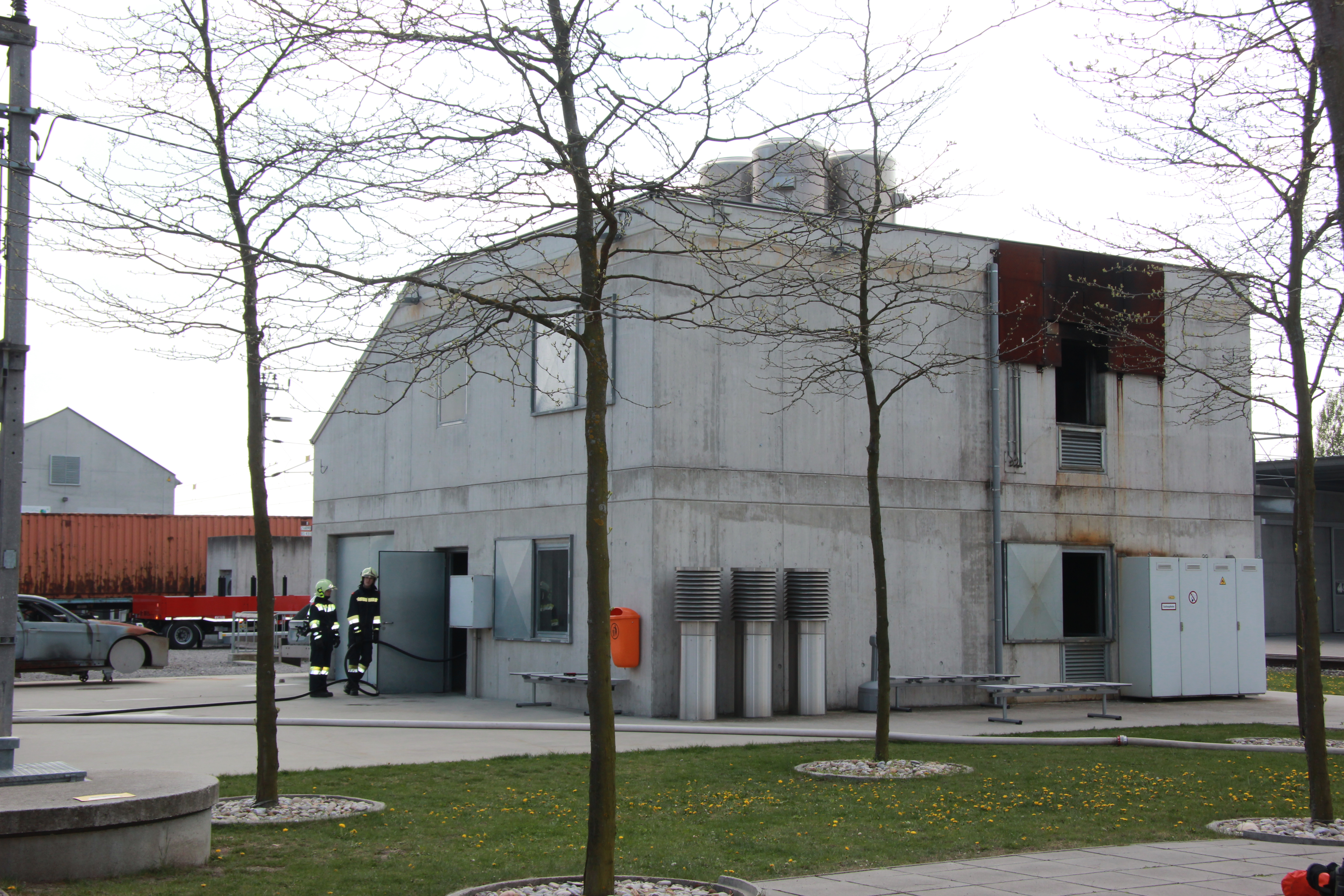
Brandhaus der Landesfeuerwehrschule Tulln in Österreich

Ein Brandhaus (auch Pyrodrom) ist ein Gebäude, in welchem über zahlreiche Gasbrenner ein Brand simuliert werden kann. Es dient zur weiterführenden Ausbildung von Atemschutzgeräteträgern in Feuerwehren. Hier können diese unter realistischen Bedingungen das Löschen üben oder aber auch Flash-Overs demonstriert bekommen.
Eine wesentliche Anforderung an Brandhäuser ist die Möglichkeit, in Unfälle während der Feuerwehrausbildung eingreifen zu können und die Übenden zu überwachen.
In früheren Brandhäusern wurden Strohfeuer entzündet, um Brandrauch und damit schlechte Sicht und Hitze zu erzeugen. Nachteil war die schlechte Überwachungsmöglichkeit und eine schwierigere Rettung bei einem Unfall während der Simulation.
Der Unterhalt von Brandhäusern ist kostenintensiv. Sie werden meistens von Feuerwehrschulen betrieben. In großen Feuerwehren sind dagegen überwiegend mobile Brandcontainer in Gebrauch.
Der aktuelle Stand der Technik ist im deutschen Sprachraum in der DIN-Norm 14097, die die Errichtung und den Betrieb regelt, festgeschrieben. Ein solches ist seit 2009 in einem von der EU geförderten Projekt in der Landesfeuerwehrschule in Eisenstadt, Burgenland in Bau und dient der Ausbildung sowohl österreichischer als auch ungarischer Feuerwehrmitglieder.